# Муратова (Челябинская область)
Муратова — упразднённая деревня в Аргаяшском районе Челябинской области. На момент упразднения входила в состав Дербишевского сельсовета. Исключена из учётных данных в 1985 г.

## География
Располагалась в южной части района, между озёрами Курги и Кумкуль, в 5,5 км (по прямой) к юго-востоку от деревни Дербишева.

## История
По данным на 1925 год деревня Мратова состояла из 22 хозяйств. В административном отношении входил в состав Аргаяшской волости Аргаяшского кантона АБССР. С 1934 года в составе Челябинской области.
По данным на 1970 год деревня Муратова входила в состав Дербишевского сельсовета и являлась бригадой колхоза имени Жданова.
Исключена из учётных данных Решением Челябинского облисполкома № 573 от 30.12.1985 года.

## Население
По данным переписи 1926 года в деревне проживало 137 человек (68 мужчин и 69 женщин), основное население — башкиры.
Согласно результатам переписи 1970 года в деревне проживало 206 человек.